# 1140-talet

## Händelser
- 1145 – Andra korståget startar
- 1148 – Anna Comnena skriver Alexiad, vilket är en biografi om hennes far, Alexios I Komnenos.
- 1149 – Andra korståget avslutas

## Födda
- 1145 - Kristina Stigsdotter Hvide, drottning av Sverige.
- 1147 - Håkon Herdebrei, kung av Norge.

## Avlidna
- 24 september 1143 - Innocentius II, påve.
- 8 mars 1144 - Celestinus II, påve.
- 15 februari 1145 - Lucius II, påve.
- 27 augusti 1146 - Erik Lamm, kung av Danmark.
- 1148 - Ulvhild Håkansdotter, drottning av Danmark och drottning av Sverige.